# Primer ministro de Abjasia
La posición de Primer Ministro en la república independiente de facto (pero no reconocida internacionalmente) de Abjasia es secundaria después de la de Presidente. Mientras que el papel de presidente ha sido ocupado durante muchos años por un solo hombre (Vladislav Ardzinba de 1992 a 2004), la posición de primer ministro ha cambiado de manos numerosas veces.

## Lista de primeros ministros de Abjasia
| Cargo |  | Nombre            | Inicio de mandato        | Fin de mandato           | Bando político                                  |
| ----- |  | ----------------- | ------------------------ | ------------------------ | ----------------------------------------------- |
| 1     |  | Vazha Zarandia    | Mayo de 1992             | 12 de diciembre de 1993  | Presidente del Sóviet de Ministros              |
| 2     |  | Sokrat Djindjolia | 1993                     | 1994                     | Presidente del Consejo de Ministros             |
| 3     |  | Gennady Gagulia   | Enero de 1995            | 29 de abril de 1997      | Independiente                                   |
| 4     |  | Serguéi Bagapsh   | 29 de abril de 1997      | Diciembre de 1999        | Independiente                                   |
| 5     |  | Vyacheslav Tsugba | Diciembre de 1999        | Junio de 2001            | Independiente                                   |
| 6     |  | Anri Djergenia    | Junio de 2001            | 29 de noviembre de 2002  | Independiente                                   |
| 7     |  | Gennady Gagulia   | 29 de noviembre de 2002  | 22 de abril de 2003      | Independiente                                   |
| 8     |  | Raul Jadyimba     | 22 de abril de 2003      | 6 de octubre de 2004     | Independiente                                   |
| 9     |  | Nodar Kashba      | 6 de octubre de 2004     | 14 de febrero de 2005    | Abjasia Unida                                   |
| 10    |  | Alexander Ankvab  | 14 de febrero de 2005    | 13 de febrero de 2010    | Aitaira                                         |
| 11    |  | Serguéi Shamba    | 13 de febrero de 2010    | 27 de septiembre de 2011 | Independiente                                   |
| 12    |  | Leonid Lakerbaia  | 27 de septiembre de 2011 | 2 de junio de 2014       | Aitaira                                         |
| 13    |  | Vladimir Delba    | 2 de junio de 2014       | 29 de septiembre de 2014 | Independiente (interino)                        |
| 14    |  | Beslan Butba      | 29 de septiembre de 2014 | 17 de marzo de 2015      | Partido para el Desarrollo Económico de Abjasia |
| 15    |  | Shamil Adzynba    | 17 de marzo de 2015      | 20 de marzo de 2015      | Independiente (interino)                        |
| 16    |  | Artur Mikvabia    | 20 de marzo de 2015      | 26 de julio de 2016      | Abjasia Unida                                   |
| 17    |  | Shamil Adzynba    | 26 de julio de 2016      | 5 de agosto de 2016      | Independiente (interino)                        |
| 18    |  | Beslan Bartsits   | 5 de agosto de 2016      | 25 de abril de 2018      | Independiente                                   |
| 19    |  | Gennadi Gagulia   | 25 de abril de 2018      | 8 de septiembre de 2018  | Independiente                                   |
| 20    |  | Daur Arshba       | 8 de septiembre de 2018  | 18 de septiembre de 2018 | Independiente (interino)                        |
| 21    |  | Valeri Bganba     | 18 de septiembre de 2018 | 23 de abril de 2020      | Independiente                                   |
| 22    |  | Alexander Ankvab  | 23 de abril de 2020      | 18 de noviembre de 2024  | Aitaira                                         |
| 23    |  | Valeri Bganba     | 18 de noviembre de 2024  | Presente                 | Independiente (interino)                        |